# Proteinuri
Proteinuri eller äggvita i urinen innebär att urinen hos en person innehåller mycket protein, vilket är tecken på sjukdom. För mycket protein kan ofta yttra sig i att urinen blir skummig eller bubblig. Ödem förekommer ibland tillsammans med proteinuri. När det är fråga om albumin kallas tillståndet albuminuri.
Urin kan normalt sett innehålla albumin, globulin och proteiner som avsöndras från tubuli. Om den dagliga utsöndringen av dessa överstiger 150 mg, eller 10–20 mg/dl, räknas tillståndet som proteinuri. Mindre mängd protein, mikroalbuminuri (<150 mg), är ett tecken på begynnande sjukdom. Urin kan normalt innehålla upp till 30 mg proteiner (varav ungefär hälften albumin) utan att det är kliniskt betydelsefullt.
Proteinuri kan indelas i transistent och persistent proteinuri. Transistent proteinuri är övergående förhöjda proteinnivåer som beror på tillstånd som personen själv kan åtgärda, till exempel stress, för mycket motion, uttorkning, urinvägsinfektion eller feber. Persistent proteinuri kan ses vid olika njursjukdomar, diabetes, som biverkning av läkemedel, SLE, hjärtsvikt, hemoglobinuri eller myoglobinuri. Diagnos ställs därför först efter två urinprov med 2–6 månaders mellanrum.